# Stenocaecilius insularum
Stenocaecilius insularum är en insektsart som först beskrevs av Edward L. Mockford 1966.  Stenocaecilius insularum ingår i släktet Stenocaecilius och familjen fransvingestövsländor. Inga underarter finns listade i Catalogue of Life.